# Fire Emblem: Fūin no Tsurugi
Fire Emblem: Fūin no Tsurugi (ファイアーエムブレム　封印の剣 Faiā Emuburemu: Fūin no Tsurugi?, Fire Emblem: La espada selladora) traducido oficialmente como Fire Emblem: The Binding Blade (como se puede ver en Fire Emblem Heroes), es el sexto juego de la saga Fire Emblem, desarrollado por Intelligent Systems y publicado por Nintendo para Game Boy Advance. Es el primero de la saga para una consola portátil. Como los cinco títulos anteriores, sólo vio la luz en Japón.

## Sistema de juego
Este juego sigue un sistema muy similar a los dos anteriores, aunque elimina algunas características, entre las que destaca la ausencia de las habilidades especiales. El sistema de este juego sirvió de base para los demás Fire Emblem portátiles.
La nueva característica más destacada del juego es su modo multijugador, en el que se pueden librar batallas entre equipos de cinco personajes. Esos personajes pueden ser elegidos entre los que se tengan en el modo historia, además de seleccionar las armas con las que se batirán.

## Argumento
La historia tiene lugar en el continente de Elibe y está protagonizada por el joven Roy. Este tendrá que liderar la Alianza de Lycia contra el rey Zephiel de Bern, que después de brutales conquistas, ha puesto sus ojos en la tierra de Lycia. En su aventura, Roy deberá proteger a la princesa Guinevere, hermana de Zephiel, y evitar que este conquiste todo el continente.

### Secuela
Este juego y el siguiente de la saga, llamado Fire Emblem fuera de Japón, están íntimamente relacionados ya que la historia tiene lugar veinte años después que el siguiente. En este juego el protagonista es Roy, hijo del protagonista del próximo juego, Eliwood. Personajes como Hector, Eliwood, Bartre, Karel, Merlinus, Murdock, Marcus, Zephiel y Guinivere, aparecen en los dos juegos, por supuesto, con diferencias en su aspecto físico (ya que han pasado ya varios años). Incluso otros personajes tienen alguna relación de parentesco con los del siguiente juego, principalmente hijos o hermanos.

## Curiosidades
- Fire Emblem: Maiden of the Dark (Fire Emblem: La dama de la oscuridad) fue el primer título que tuvo este juego antes de que Intelligent Systems decidiera cambiarlo por el actual, debido quizá a un cambio sustancial en el argumento.
- Otro nombre que tuvo este proyecto fue Fire Emblem 64, pues en un principio este título estaba destinado a la consola Nintendo 64, en la que contaría con escenarios tridimensionales. Este juego se llegó a anunciar e incluso se mostró alguna imagen. Sin hacerse públicos los motivos, el proyecto se redirigió a Game Boy Advance.
- Roy, el protagonista de este sexto juego de la saga, aparece como luchador seleccionable en el juego Super Smash Bros. Melee. Eso sí, primero debía ser desbloqueado, pues era uno de los personajes secretos. Se incluyó para promocionar Fūin no Tsurugi en Japón, pero gustó tanto en occidente que también se dejó para el resto de territorios. Posteriormente fue incluido como contenido adicional en Super Smash Bros. para Nintendo 3DS y Wii U.